# Trichiorhyssemus congolanus
Trichiorhyssemus congolanus är en skalbaggsart som beskrevs av Clouet 1901. Trichiorhyssemus congolanus ingår i släktet Trichiorhyssemus och familjen Aphodiidae.

## Underarter
Arten delas in i följande underarter:
- T. c. perfidus
- T. c. mojwaeensis